# Dempsey and Makepeace
Dempsey and Makepeace is een Britse politieserie die vanaf 11 januari 1985 tot en met 1 november 1986 in dertig afleveringen op televisie werd uitgezonden, in Nederland door de TROS en in Vlaanderen door de BRT. In de serie draait alles om dit politieduo – de New Yorkse recht-voor-zijn-raap-rechercheur James Dempsey en de typisch Engelse rechercheur Lady Harriet Alexandra Charlotte Makepeace, kortweg Harriet Makepeace. Dempsey is een nogal ruw type die jarenlange ervaring in het politievak heeft. Makepeace is de dochter van een Engelse lord en volgde een studie aan de Universiteit van Cambridge.

## Beschrijving
James Dempsey, gespeeld door Michael Brandon, was een van de beste politieagenten in New York. Na een mislukte drugsoperatie waarbij zijn partner werd gedood, werd hij overgeplaatst naar SI-10, een nieuwe undercoverafdeling van Scotland Yard. Daar krijgt Harriet Makepeace, gespeeld door Glynis Barber, ook wel Harry genoemd, te horen dat Dempsey voortaan haar partner zal zijn.
De karakters van het duo verschillen nogal. Makepeace is een welopgevoede en hoogopgeleide vrouw, terwijl haar Amerikaanse partner veel impulsiever is. Dempsey vindt de werkwijze van Scotland Yard te slap, maar zijn Engelse collega's vinden hem maar een rare sinjeur. Ondanks hun meningsverschillen, blijken Dempsey and Makepeace echter een bruikbaar wapen te zijn in de strijd tegen de misdaad.
De ondersteunende personages in de serie zijn Chief Supt. Gordon Spikings, de leider van SI-10 (een rol van Ray Smith) en Det. Sgt. Chas Jarvis (een rol van Tony Osoba).
In november 1989 trouwde Michael Brandon met zijn medespeelster Glynis Barber uit Dempsey and Makepeace en in 1992 kregen ze een zoon.

## Afleveringen

### Seizoen 1
1. Armed and Extremely Dangerous
2. The Squeeze
3. Lucky Streak
4. Given to Acts of Violence
5. Hors de Combat
6. Nowhere to Run
7. Makepeace Not War
8. Blind Eye
9. Cry God for Harry
10. Judgement

### Seizoen 2
1. Silver Dollar
2. Wheelman
3. Love You to Death
4. No Surrender
5. Tequila Sunrise
6. Blood Money
7. Set a Thief
8. The Hit
9. In the Dark
10. The Bogeyman

### Seizoen 3
1. The Burning: deel 1
2. The Burning: deel 2
3. Jericho Scam
4. The Prizefighter
5. Extreme Prejudice
6. Bird of Prey
7. Out of Darkness
8. The Cortez Connection
9. Mantrap
10. Guardian Angel